# Кисельнинское сельское поселение
Кисе́льнинское се́льское поселе́ние — муниципальное образование на территории Волховского района Ленинградской области.
Административный центр — деревня Кисельня.
На территории поселения находится 21 населённый пункт. Кроме того на территории поселения расположены садоводческие массивы «Пупышево» и «Пурово».

## Географическое положение
- Общая площадь: 410,2 км²
- Расположение: западная часть Волховского района
- Граничит с:
  - на западе — с Кировским муниципальным районом
  - на севере — с Новоладожским городским поселением
  - на востоке — с Иссадским сельским поселением, Волховским городским поселением, Вындиноостровским сельским поселением и Староладожским сельским поселением
  - на юге — с Киришским муниципальным районом

По территории поселения проходят автодороги:
- Р21 (E 105) «Кола» (Санкт-Петербург — Петрозаводск — Мурманск)
- 41К-055 (Волхов — Кисельня — Черноушево)
- 41К-371 (Новая Ладога — Черноушево — Лавния)
- 41К-381 (подъезд к дер. Кипуя)
- 41К-383 (подъезд к садоводству Пупышево)
- 41К-387 (Чаплино — Голтово)

Расстояние от административного центра поселения до районного центра — 14 км.

## История
В начале 1920-х годов в составе Октябрьской волости Новоладожского (Волховского) уезда был образован Кисельницкий сельсовет.
В августе 1927 года Кисельницкий сельсовет вошёл в состав вновь образованного Волховского района Ленинградской области. 16 июня 1954 года Кисельницкий сельсовет был упразднён, его территория присоединена к Чаплинскому сельсовету.
В конце 1970-х центр Чаплинского сельсовета был перенесён в деревню Кисельня.
18 января 1994 года постановлением главы администрации Ленинградской области № 10 «Об изменениях административно-территориального устройства районов Ленинградской области» Чаплинский сельсовет преобразован в Кисельнинскую волость.
1 января 2006 года в соответствии с областным законом № 56-оз от 6 сентября 2004 года «Об установлении границ и наделении соответствующим статусом муниципального образования Волховский муниципальный район и муниципальных образований в его составе» образовано Кисельнинское сельское поселение, в которое вошла территория бывшей Кисельнинской волости.

## Население
| 2006  | 2007  | 2010  | 2011  | 2012  | 2013  | 2014  |
| ----- | ----- | ----- | ----- | ----- | ----- | ----- |
| 2400  | ↘2357 | ↘2308 | ↘2303 | ↗2368 | ↗2438 | ↗2495 |
| 2015  | 2016  | 2017  | 2018  | 2019  | 2020  | 2021  |
| ↘2415 | ↘2376 | ↘2368 | ↘2357 | ↘2354 | ↗2355 | ↘1825 |
| 2023  | 2024  | 2025  |       |       |       |       |
| ↗1829 | ↗1866 | ↘1854 |       |       |       |       |

## Состав сельского поселения
Большая часть населения проживает в деревне Кисельня — в ней расположены 653 хозяйства из 837.
На территории поселения находится 21 населённый пункт (население, 2010):
| №  | Населённый пункт | Тип населённого пункта          | Население    |
| -- | ---------------- | ------------------------------- | ------------ |
| 1  | Вёгота           | деревня                         | →0 (2017)    |
| 2  | Выдрино          | деревня                         | ↗1 (2017)    |
| 3  | Гнилки           | деревня                         | ↘1 (2017)    |
| 4  | Голтово          | деревня                         | ↘12 (2017)   |
| 5  | Кипуя            | деревня                         | ↗34 (2017)   |
| 6  | Кисельня         | деревня, административный центр | ↗2102 (2017) |
| 7  | Кути             | деревня                         | ↗8 (2017)    |
| 8  | Лавния           | деревня                         | ↗40 (2017)   |
| 9  | Лужа             | деревня                         | ↗35 (2017)   |
| 10 | Новая            | деревня                         | ↘30 (2017)   |
| 11 | Нурма            | деревня                         | ↗4 (2017)    |
| 12 | Пали             | деревня                         | ↗6 (2017)    |
| 13 | Пески            | деревня                         | ↗66 (2017)   |
| 14 | Пупышево         | деревня                         | ↗25 (2017)   |
| 15 | Пурово           | деревня                         | ↘8 (2017)    |
| 16 | Селивёрстово     | деревня                         | ↗18 (2017)   |
| 17 | Соловьёво        | деревня                         | ↗4 (2017)    |
| 18 | Сюрья            | деревня                         | ↗9 (2017)    |
| 19 | Харчевня         | деревня                         | ↗5 (2017)    |
| 20 | Чаплино          | деревня                         | ↗90 (2017)   |
| 21 | Черноушево       | деревня                         | ↗39 (2017)   |

## Местное самоуправление
Главой поселения является Киселёв Вячеслав Владимирович, главой администраци Белугин Сергей Геннадьевич.

## Сельское хозяйство
В сельскохозяйственном секторе работают предприятие по производству и реализации мяса ООО «Рассвет плюс» с проектной мощностью 500 голов в месяц, 16 фермерских хозяйств и 1150 частных землепользователей.

## Услуги
6 АЗС: в д. Лужа и д. Кипуя ООО «Белул», в д. Кисельня АЗС ООО «Арис-Центр» и АГЗС ОАО «Экогазсервис», 2 АЗС ЗАО «Ком-Интерн».
Предприятия по переработке древесины: ООО «Ядро» и древесный цех в д. Кисельня. 65 магазинов, 6 кафе, 2 магазина «Автозапчасти». 7 башен связи мобильной телефонии: 3 — в д. Кисельня, 2 — в д. Кути, 1 — в садоводческом массиве «Пупышево», 1 — в д. Лужа.

## Другое
Кисельнинская средняя общеобразовательная школа (155 учеников), детсад (50 детей), сельская врачебная амбулатория, филиал Волховского психоневрологического интерната (92 больных, в перспективе — до 310), почтовое отделение связи, отделение Сбербанка, отделение АТС, дом культуры с библиотекой, объёмом 12 435 экземпляров, спортзал, клуб Совета ветеранов, кружки художественной самодеятельности, клубы по интересам, информационный центр.